# Cixius bidentis
Cixius bidentis är en insektsart som beskrevs av Tsaur 1991. Cixius bidentis ingår i släktet Cixius och familjen kilstritar. Inga underarter finns listade i Catalogue of Life.